# Décret présidentiel 14188
Lire en ligne

Décret présidentiel 14253
 (en)Executive Order 14253 Texte sur Wikisource

Le décret présidentiel 14188, intitulé Mesures supplémentaires de lutte contre l'antisémitisme (en anglais Additional Measures to Combat Anti-Semitism), est un executive order signé par le président des États-Unis, Donald Trump, le 29 janvier 2025,.

## Contexte
L'antisémitisme aux États-Unis connaît une hausse signalée dans les statistiques antérieures en 2018 et 2019, sur la base des rapports du FBI. 2019 a également vu une série d'attaques contre des personnes portant des vêtements juifs identifiables dans la ville de New York, par des individus afro-américains et hispaniques. Lors de la crise israélo-palestinienne de 2021, on a également assisté à une recrudescence des agressions violentes à l'encontre des Juifs dans l'ensemble du pays.
L'attaque du Hamas contre Israël d'octobre 2023 déclenche une nouvelle guerre de Gaza, dont les actions militaires causent la mort d'environ 50 500 Palestiniens à la date d'avril 2025. Des manifestations pro-palestiniennes et anti-guerre ont lieu dans le monde entier, les manifestants appelant à un cessez-le-feu et à la fin de l'occupation israélienne. Des contre-manifestations pro-israéliennes ont également lieu.
Aux États-Unis, lors des manifestations contre la guerre de Gaza (en), qui ont débuté avec les occupations pro-palestiniennes du campus de l'université de Columbia en 2024 (en), des allégations d'antisémitisme ont été soulevées par certains étudiants et anciens étudiants juifs. D'autres Juifs contestent ces allégations, affirmant que le sionisme et non le judaïsme sont la cible des manifestations. L'antisémitisme durant la guerre de Gaza progresse toutefois dans le monde entier,,.
Toujours en 2023, deux attaques violentes visant des Juifs et des membres de minorités ont lieu à Los Angeles (Californie) et à Toms River (New Jersey). En février 2023, un homme de 28 ans ouvre le feu à l'extérieur de deux synagogues distinctes, blessant deux hommes juifs ; le tireur publie auparavant en ligne des contenus antisémites d'extrême droite. En juin 2023, quatre maisons juives sont incendiées, tandis que quatorze autres et une maison hispanique sont la cible de graffitis néonazis, suprémacistes blancs et antisémites,.

## Dispositions
Le texte du décret présidentiel se concentre sur l'antisémitisme dans l'éducation, de la maternelle à la terminale et dans l'enseignement supérieur. Il fait référence aux attaques du Hamas du 7 octobre. Il charge également la secrétaire à la Sécurité intérieure des États-Unis et le procureur général de prendre des mesures. 
Les « étudiants et le personnel étrangers » sont désignés comme des cibles à surveiller,.

## Mise en œuvre
Le 2 février 2025, le Département américain de l'éducation annoncé des enquêtes sur l'université Columbia, l'université Northwestern, l'université d'État de Portland, l'université de Californie à Berkeley et l'université du Minnesota.
Le 10 mars, le Bureau des droits civils (en) du ministère américain de l'Éducation envoie des lettres à 60 universités américaines pour les avertir de leur inaction présumée en matière de protection des étudiants juifs contre la discrimination. Citant l'échec présumé de Columbia dans la lutte contre l'antisémitisme, le président Donald Trump a révoqué 400 millions de dollars de subventions et de contrats fédéraux le 14 mars 2025, dont la plus grande partie était des subventions des National Institutes of Health.
Le 15 mars 2025, Mahmoud Khalil (en), un étudiant palestinien organisateur de la manifestation sur le campus de Columbia, qui détient une autorisation de résidence permanente aux États-Unis grâce au programme de carte verte, est arrêté et détenu par l'United States Immigration and Customs Enforcement (ICE).  Au cours de l'arrestation, les agents de l'ICE refusent de décliner leur identité, indiquent qu'ils vont révoquer la carte verte de Mahmoud Khali et ne présentent de mandat avant de forcer Mahmoud Khali à monter dans une voiture banalisée. L'arrestation de Mahmoud Khali fait l'objet de nombreuses critiques, car arrêter quelqu'un pour ses opinions politiques est une violation du premier amendement de la Constitution des États-Unis. 

## Aspect juridique
Peu après l'arrestation et la détention de Mahmoud Khalil, à la mi-mars 2025, une action en justice fédérale est intentée contre le décret et le décret présidentiel 14161 qui interdit aux non-citoyens vivant aux États-Unis d'exprimer une « attitude hostile » envers les « citoyens, la culture, le gouvernement, les institutions ou les principes fondateurs » des États-Unis, sous peine d'expulsion. Les plaignants comprennent un étudiant international diplômé de Cornell qui possède la double nationalité britannique et ghanéenne, un autre étudiant diplômé de Cornell et un professeur de Cornell, qui se sont engagés dans des activités militantes contre la guerre sur le campus et affirment que les deux ordonnances violent les premier et cinquième amendements de la Constitution américaine.
Le 24 mars 2025, une autre étudiante de Columbia visée pour une expulsion par le décret présidentiel, Yunseo Chung, poursuit le président Donald Trump, le secrétaire d'État Marco Rubio et la procureure générale Pamela Bondi, entre autres défendeurs, pour violation de son droit à la liberté d'expression garanti par le premier amendement et pour détention illégale.
Le Comité américain-arabe contre la discrimination (en) a intenté une action en justice demandant une injonction nationale contre l'application des décrets 14161 et 14188, contestant ce qu'il considère comme « la campagne anticonstitutionnelle de l'administration Trump contre la liberté d'expression ».

## Accueil
Le décret présidentiel a été condamnée par des associations de défense des droits civiques et certaines associations juives. L'Union américaine pour les libertés civiles (ACLU) a déclaré que « la Maison Blanche tente de faire pression sur les responsables universitaires afin qu'ils ciblent les étudiants, les enseignants et le personnel immigrés et étrangers, y compris les titulaires de visas non-immigrés et les résidents permanents légaux ou autres personnes en voie d'obtenir la citoyenneté américaine, pour avoir exercé leurs droits garantis par le premier amendement ».
Plusieurs groupes juifs ont déclaré que l'administration Trump utilisait l'antisémitisme comme prétexte pour justifier son autoritarisme
,,.
Gil Troy (en), chercheur senior en pensée sioniste au Jewish People Policy Institute (en) et historien spécialiste des présidents américains, a salué ce décret dans une tribune publiée dans le Jerusalem Post, affirmant que de nombreux établissements d'enseignement supérieur avaient « renoncé à leurs valeurs éducatives, à leurs responsabilités morales et à leurs obligations légales de protéger tous les étudiants, y compris les Juifs ». Bien que Troy reconnaisse que cette décision a été rejetée par certains Juifs, il déclare que ceux qui l'ont rejetée devraient avoir honte d'eux-mêmes, mais il qualifie également sa mise en œuvre de bâclée.